# Stenorrhachus walkeri
Stenorrhachus walkeri är en insektsart som först beskrevs av Robert McLachlan 1885.
Stenorrhachus walkeri ingår i släktet Stenorrhachus och familjen Nemopteridae. Inga underarter finns listade i Catalogue of Life.